# Hippodrome de Kouvola
 (avril 2025).
Si vous disposez d'ouvrages ou d'articles de référence ou si vous connaissez des sites web de qualité traitant du thème abordé ici, merci de compléter l'article en donnant les références utiles à sa vérifiabilité et en les liant à la section « Notes et références ».
L'hippodrome de Kouvola se trouve à Kouvola en Finlande. Il accueille de nombreuses courses hippiques, en particulier des courses de trot. Au mois de juin se déroule la plus réputée d'entre elles, le Kymi Grand Prix.